# Abattoirs de Villejuif
Les abattoirs de Villejuif, également appelés abattoirs d'Ivry étaient l'un des cinq abattoirs créés par Napoléon Ier en remplacement des nombreuses tueries présentes dans Paris.

## Situation
Les abattoirs de Villejuif étaient situés près de la barrière des Gobelins et correspondaient à un quadrilatère situé du côté des numéros impairs du boulevard de l'Hôpital entre les actuelles rue Fagon (rue de la barrière des Gobelins), rue Pinel (rue de l'Hôpital-Général) et l'avenue Stephen-Pichon (rue de Villejuif).
Sur son emplacement a été construit l'école nationale supérieure d’arts et métiers et la rue Édouard-Manet a été ouverte.

## Historique
La création des abattoirs de Villejuif se fait par décret du 9 février 1810. En remplacement des nombreuses tueries présentes à l'intérieur de Paris, pour des raisons sanitaires, Napoléon décide de créer cinq tueries à l'extérieur des limites de l'époque de Paris : trois sur la rive droite de la Seine et deux sur la rive gauche. Commencés le 25 mars 1810, ils sont terminés en 1818. À partir du 15 septembre de la même année, il est interdit de conduire les bestiaux à l'intérieur de Paris. 
Construits par Nicolas Lenoir, les abattoirs de Villejuif, d'une superficie de 27 200 m2 étaient organisés autour de plusieurs cours et comprenaient 32 échaudoirs. Ces abattoirs étaient plus spécialement destinés à l'abattage des équidés, en raison de la présence, voisine, du marché aux chevaux.
En 1849, la boucherie centrale des hôpitaux de l’Assistance publique s’installe dans les abattoirs.
Ils sont démolis à partir 1902, après la construction de l'abattoir de Vaugirard. L'école nationale supérieure d’arts et métiers occupe désormais son emplacement.